# Eugenia crossopterygoides
Eugenia crossopterygoides là một loài thực vật có hoa trong Họ Đào kim nương. Loài này được A.Chev. mô tả khoa học lần đầu tiên vào năm 1908.